# 레드 라인 (워싱턴 메트로)
레드 라인(영어: Red Line)은 워싱턴 D.C.에서 운용하는 워싱턴 메트로의 철도 노선으로 워싱턴 D.C.와 메릴랜드주 몽고메리군 간을 연결한다. 역수는 27개로 다운타운 워싱턴을 통과하는 주요 노선으로 메트로 시스템에서 가장 오래되고 가장 혼잡한 노선이다. 노선 형태가 길고 좁은 “U”자 형태로 오가는 것이 특징이며, 시.종착역은 새디 그로브 역과 글렌먼트 역이다.
레드 라인은 낮에는 6분 간격으로, 저녁에는 12분 간격으로 배차된다.
레드 라인은 유일하게 다른 메트로레일 노선과 선로를 공유하지 않는 시스템을 가지고 있다.

## 경로
레드 라인은 지상의 새디 그로브 역에서 시작하여, CSX 교통의 메트로폴리탄 서브디비전(Metropolitan Subdivision, MARC 트레인 브런즈윅 선 열차 이용)과 트윈브룩 역의 남쪽으로 평행하게 간다. 레드 라인은 터널로 들어가서 서쪽으로 휘어져 화이트플린트(White Flint)의 록빌 파이크(Rockville Pike)를 따라 지하로 간다. 텐리타운 역까지, 레드 라인은 워싱턴 순환도로(Washington Beltway, I-495)의 다리를 제외하고 지하 터널에서 록빌 파이크와 위스콘신 애비뉴(Wisconsin Avenue)를 따라간다. 터널은 텐리타운 역에서 유마 스트리트(Yuma Street) 방향으로 곡선을 그리며 밴 네스-UDC 역에 도달하고, 거기서 남쪽으로 패러것 스퀘어(Farragut Square)의 남쪽에 있는 코네티컷 애비뉴(Connecticut Avenue)를 따라 휘어진다. 라파예트 공원(Lafayette Park) 아래 커브 구간은 메트로센터 역과 갤러리 플레이스-차이나타운 역을 통해 G 스트리트 노스웨스트(G Street Northwest)의 터널에서 동쪽으로 간다.
갤러리 플레이스-차이나타운에서 주디시어리 스퀘어까지 남동쪽을 달리며, D가(D Street)에서 다시 동쪽으로 향해 유니언 역까지 이른다. 북쪽으로 가면 유니언 역의 플랫폼과 인접한 워싱턴 터미널 야드(Washington Terminal yard) 트랙을 따라 브렌트우드에서 북서쪽으로 선회하고 CSX 교통의 메트로폴리탄 서브디비전 트랙에 다시 합류하며 지하철 트랙을 횡단하는 화물 철도 트랙과 함께 독특한 배전 방식으로 운행된다. 레드 라인은 이 방식으로 북서쪽 디스트릭트-메릴랜드 라인을 가로 지르며, 터코마(Takoma)와 실버스프링(Silver Spring)을 거쳐 이어진다. 이후 16번가에서 터널로 다시 들어가며 조지아 애비뉴(Georgia Avenue) 아래에서 글렌먼트(Glenmont)의 끝까지 향한다. NoMa 역과 로드 아일랜드 애비뉴 역 사이에는 차량기지가 있다.
내부적으로, WMATA는 레드 라인을 각각 새디 그로브 루트(Shady Grove Route, A)와 글렌먼트 루트(Glenmont Route, B)로 불린다. 이 두 노선은 메트로 센터 역에서 만난다.
레드 라인은 최대 용량으로 운행하기 위해 44대의 열차(10대의 8량 열차와 34대의 6량 열차로, 총 284량으로 구성되었다.)를 필요로 한다. 열차는 정오에는 6분 간격으로, 저녁에는 12분 간격으로 출발한다.
레드 라인과 그린 라인은 워싱턴 메트로 노선 중 버지니아주로 들어가지 않는 두 개의 노선이다.

### 역 목록
본 노선의 역 목록은 다음과 같다. (북서쪽에서 북동쪽 방향)
| Service routes | Service routes | 역명                                                          | 역 번호 | 개업년도 | 환승 노선                       | 비고             |
| -------------- | -------------- | ------------------------------------------------------------- | ------- | -------- | ------------------------------- | ---------------- |
| ●              |                | 새디 그로브 Shady Grove                                       | A15     | 1984     |                                 | 북서부 시·종착역 |
| ●              |                | 락빌 Rockville                                                | A14     | 1984     |                                 |                  |
| ●              |                | 트윈브룩 Twinbrook                                            | A13     | 1984     |                                 |                  |
| ●              |                | 화이트 플린트 White Flint                                     | A12     | 1984     |                                 |                  |
| ●              | ●              | 그로스베너-스트라스모어 Grosvenor–Strathmore                  | A11     | 1984     |                                 |                  |
| ●              | ●              | 메디컬 센터 Medical Center                                    | A10     | 1984     |                                 |                  |
| ●              | ●              | 베데스다 Bethesda                                             | A09     | 1984     |                                 |                  |
| ●              | ●              | 프렌드쉽 하이츠 Friendship Heights                            | A08     | 1984     |                                 |                  |
| ●              | ●              | 텐리타운-AU Tenleytown–AU                                     | A07     | 1984     |                                 |                  |
| ●              | ●              | 밴 네스-UDC Van Ness–UDC                                      | A06     | 1981     |                                 |                  |
| ●              | ●              | 클리블랜드 파크 Cleveland Park                                | A05     | 1981     |                                 |                  |
| ●              | ●              | 우들리 파크 Woodley Park                                      | A04     | 1981     |                                 |                  |
| ●              | ●              | 듀폰트 서클 Dupont Circle                                     | A03     | 1977     |                                 |                  |
| ●              | ●              | 패러것 노스 Farragut North                                    | A02     | 1976     |                                 |                  |
| ●              | ●              | 메트로 센터 Metro Center                                      | A01     | 1976     | 오렌지 라인 블루 라인 실버 라인 |                  |
| ●              | ●              | 갤러리 플레이스 Gallery Place                                 | B01     | 1976     | 그린 라인 옐로 라인             |                  |
| ●              | ●              | 주디시어리 스퀘어 Judiciary Square                            | B02     | 1976     |                                 |                  |
| ●              | ●              | 유니언 역 Union Station                                       | B03     | 1976     |                                 |                  |
| ●              | ●              | NoMa-갈루뎃U NoMa–Gallaudet U                                 | B35     | 2004     |                                 |                  |
| ●              | ●              | 로드 아일랜드 애비뉴-브렌트우드 Rhode Island Avenue–Brentwood | B04     | 1976     |                                 |                  |
| ●              | ●              | 브루클랜드-CUA Brookland–CUA                                  | B05     | 1978     |                                 |                  |
| ●              | ●              | 포트 토튼 Fort Totten                                         | B06     | 1978     | 그린 라인 옐로 라인             |                  |
| ●              | ●              | 타코마 Takoma                                                 | B07     | 1978     |                                 |                  |
| ●              | ●              | 실버 스프링 Silver Spring                                     | B08     | 1978     |                                 |                  |
| ●              |                | 포레스트 글렌 Forest Glen                                     | B09     | 1990     |                                 |                  |
| ●              |                | 휘튼 Wheaton                                                  | B10     | 1990     |                                 |                  |
| ●              |                | 글렌먼트 Glenmont                                             | B11     | 1998     |                                 | 북동부 시·종착역 |

## 향후 계획
2010년 11월, WMATA는 레드 라인에서 3,700만 달러의 자본 개선을 승인했다. 이것은 2010년에서 2014년 사이에 레드 라인에서 2억 1,200만 달러에 달하는 작업 비용중 일부이다. 2009년 12월, WMATA는 글렌먼트 역에 있는 기존의 1,700대의 주차장을 보완하기 위해 새로운 1,200대 주차 시설을 건설하기 시작했다. 새 차고는 2012년 4월에 개장했으며 메릴랜드 주정부가 자금을 지원했다.
WMATA는 위스콘신 애비뉴(Wisconsin Avenue)의 동쪽에 있는 메디컬 센터 역과 입구를 연결하는 보행자용 터널을 새로 계획하고 있다. 현재 약 7,000여명의 승객이 위스콘신 서쪽에 있는 역에서 나온 다음, 혼잡한 6차선 도로를 건너 월터 리드 국립군사의료센터(Walter Reed National Military Medical Center)에 도착한다.
연방 기금 계획은 2015년에 실시할 예정이다.

## 참고 문헌
- Schrag, Zachary (2006). 《The Great Society Subway: A History of the Washington Metro》. Baltimore, MD: Johns Hopkins University Press. ISBN 0-8018-8246-X.